# MY BOY (Buono!의 노래)
〈MY BOY〉(마이 보이)는 Buono!의 통산 7번째 싱글이다. 2009년 4월 29일 발매했다. 유통사는 포니 캐년이다.

## 특징
- 첫회 한정판은 CD와 DVD, 상용판은 CD로 구성되어있다. 첫회 한정판과 첫회 생산분의 상용판에는 이벤트 참가 추첨 일련 번호 카드와 Buono! 오리지널 트레이딩 카드가 들어 있다.
- 첫회 한정판 DVD에는 자켓 촬영 메이킹이 수록되어있다.

## 수록곡
1. MY BOY
  - 작사：미우라 요시코
  - 작곡：층쿠♂
  - 편곡：니시카와 스스무
  - 《캐릭캐릭 체인지》의 닫는 곡(2009년 4월 ~ 6월).
2. 워프!(ワープ! 와푸![*])
  - 작사：카와카미 나츠키
  - 작곡・편곡：키노시타 요시유키
  - BS JAPAN《P★LEAGUE》의 이미지송
3. MY BOY (Instrumental)
4. 워프!(ワープ!) (Instrumental)